# Kimmirut
Kimmirut (Inuktitut: ᑭᒻᒥᕈᑦ; noto anche come Lake Harbour fino al 1º gennaio 1996) è un insediamento inuit di 411 abitanti situato sullo Stretto di Hudson, presso l'Isola di Baffin, nella Regione di Qikiqtaaluk del Nunavut, in Canada. Kimmirut significa "sperone", e si riferisce ai gruppi rocciosi circondanti l'abitato.
In passato presso la comunità di Kimmirut si trovavano una postazione commerciale della Hudson's Bay Company e un'altra postazione della Royal Canadian Mounted Police. L'esploratore canadese J. Dewey Soper utilizzò questi luoghi come quartier generale per le sue esplorazioni negli anni venti e trenta.
Il paese è servito da un aeroporto locale, l'Aeroporto di Kimmirut, ma anche da un servizio annuale di cargo. Nel 2005 è stata proposta la costruzione di una strada che partisse dal capoluogo Iqaluit, ma il progetto è stato bloccato per l'impossibilità di aggirare le montagne presenti nella regione.
Secondo il censimento del 2006 la popolazione era di 411 abitanti, con una riduzione del 5,1% rispetto al 2001.